# Annalisa Minetti
Annalisa Minetti (ur. 27 grudnia 1976 w Rho) – włoska piosenkarka i lekkoatletka. Laureatka Festiwalu Piosenki Włoskiej w San Remo, medalistka igrzysk paraolimpijskich.

## Życiorys
Jako dziecko przez kilka lat pobierała lekcje tańca. Gdy miała piętnaście lat, dzięki zaangażowaniu wujka zaczęła publicznie występować, śpiewając utwory Prince'a, Raya Charlesa, Céline Dion czy Arethy Franklin. W późniejszym czasie kształciła się w zakresie rachunkowości. W wieku osiemnastu lat zdiagnozowano u niej zwyrodnienie plamki żółtej i retinopatię barwnikową; wkrótce na skutek choroby utraciła wzrok.
W 1997 Annalisa Minetti, z tytułem Miss Lombardii, jako pierwsza niewidoma kobieta wystartowała w konkursie piękności Miss Włoch. Znalazła się w pierwszej dziesiątce, uhonorowano ją wyróżnieniem Miss Gambissime („Miss Super Nóg”).
Rok później odniosła swój największy sukces muzyczny. Piosenką „Senza te o con te”, wygrała Festiwal Piosenki Włoskiej 1998 w San Remo. Sony Music wydało wkrótce jej pierwszy solowy album Treno Blu; wokalistka odbyła również trasę koncertową. W 2000 zadebiutowała jako artystka musicalowa w przedstawieniu Beatrice & Isidoro. W 2005 z Toto Cutugno nagrała piosenkę „Come noi nessuno al mondo”, w 2007 koncertowała z Claudiem Baglionim, a w 2009 gościnnie wystąpiła na jego albumie.
Pod koniec lat 90. zaczęła trenować biegi i w 2001 zadebiutowała w zawodach rangi międzynarodowej. W 2012 wystartowała w letnich igrzyskach paraolimpijskich w Londynie. W biegu na 1500 metrów, w kategorii T12, zdobyła brązowy medal (jej przewodnikiem był Andrea Giocondi). W tym samym roku w tej kategorii, zajęła także trzecie miejsce na mistrzostwach Europy w Stadskanaal.
W 2013 premier Mario Monti zaprosił ją na listy wyborcze swojej koalicji wyborczej, nie uzyskała mandatu poselskiego.

## Życie prywatne
Annalisa Minetti jest mężatką, ma jednego syna. Zaangażowała się w działalność społeczną w ramach włoskiego oddziału organizacji Christian Blind Mission, zajmującej się pomocą osobom niepełnosprawnym.

## Dyskografia
Albumy
- 1998: Treno Blu
- 2000: Qualcosa di più[9][10]

Single
- 1995: „Metti un lento” (z zespołem Perro Negro)
- 1998: „L'eroe che sei tu”
- 1998: „Senza te o con te”
- 2000: „Due Mondi”
- 2000: „La prima notte Remix”
- 2005: „Come noi nessuno al mondo” (z Toto Cutugno)
- 2005: „Vita vera”
- 2006: „Stelle sulla terra”
- 2007: „Il cielo dentro me”
- 2011: „Mordimi”[10]